# 宗義功 (猪三郎)
宗 義功（そう よしかつ）は、対馬国府中藩11代藩主。幼名は猪三郎という。将軍・徳川家治に御目見することなく死去したことから、その死後、弟が替え玉として擁立された。

## 生涯
明和8年（1771年）10月4日（異説として明和6年（1769年））、第10代藩主・宗義暢の四男として対馬府中で生まれる。安永7年（1778年）3月7日、父の死去により、家督を相続した。宗氏の歴代当主は江戸に上って将軍に御目見した上で家督を相続するのが普通であったが、幕府から李氏朝鮮との外交問題・交渉などを理由に、在国のまま家督を継ぐことを許され、第11代藩主となった。また、参勤交代も猶予されたため、天明5年（1785年）7月8日に死去するまで、一度も将軍に拝謁することはなかった。享年15。
実子はなく、対馬府中藩ではその死を発表した上で、弟の富寿に家督を継がせようとした。一方、江戸詰めの家老が幕閣に内々折衝したところ、幕閣より判元見届使の対馬派遣の不可欠である旨と、他家において藩主急死の際に別人を替え玉に仕立てた例の存在を示唆された。このために対馬府中藩は、猪三郎の死を間違った発表であったということにした。猪三郎には弟に富寿と種寿がいたが、家臣団は死去したのは種寿であるとして、富寿を義功に、種寿を富寿にそれぞれすり替えたのである。
なお、猪三郎は元服していなかったため、義功と名乗ったことは一度もない。しかし、替え玉となった富寿が元服して義功と名乗ったため、猪三郎も史料では義功として通されている。

## 系譜
- 父：宗義暢（1741年 - 1778年）
- 母：織江、瑞祥院 - 永留藤右衛門の娘